# Yokota Kisaburō

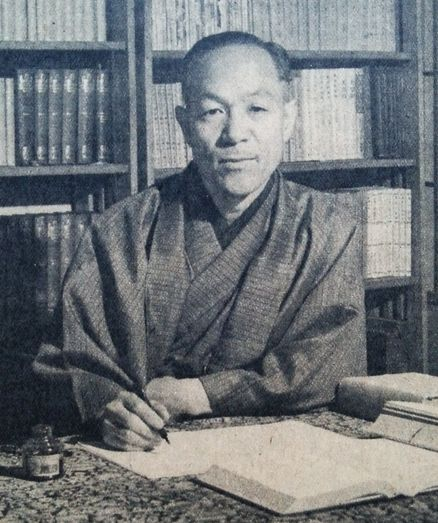
Yokota Kisaburō

Yokota Kisaburō (japanisch 横田 喜三郎; geboren 6. August 1896 in der Präfektur Aichi; gestorben 17. Februar 1993 in Tōkyō) war ein japanischer Rechtsgelehrter.

## Leben und Wirken
Yokota Kisaburō machte 1922 seinen Abschluss an der Universität Tōkyō. 1924 wurde er Assistenzprofessor an seiner Alma Mater. Von 1930 war er dort Professor, bis er 1975 ausschied, als er Mitglied des „UN Committee on international Law“ wurde. Er wirkte von 1960 bis 1966  in Japan als oberster Richter Obersten Gerichtshofes (最高裁判所, Seikō saiban-sho).
Nach Ende des Pazifikkriegs war Yokota für die Abdankung des Kaisers eingetreten, da dieser verantwortlich für den Krieg sei. Er legte den Artikel 9 der Nachkriegsverfassung so aus, dass überhaupt keine militärischen Ausgaben erlaubt sind, revidierte diese Ansicht allerdings später: Selbstverteidigung müsse möglich sein, um die nationale Sicherheit zu gewährleisten.
Zu seinen Schriften gehören „Internationales Recht“ (国際法, Kokusai-hō), zwei Bände aus dem Jahr 1933, „Recht auf Selbstverteidigung“ (自衛権, Jiei-ken) 1951 und „Lehre des internationalen Rechts“ (国際法学) 1955.
1975 wurde Yokota als Person mit besonderen kulturellen Verdiensten geehrt, 1981 wurde er mit dem Kulturorden ausgezeichnet.